# قارچ‌های مرغی
قارچ‌های مرغی (نام علمی: Laetiporus) نام یک سرده از تیره تاقچه‌ای‌قارچان است.
گفته می‌شود که این قارچ‌ها مزه مرغ می‌دهند.